# 1767
1767 (MDCCLXVII) byl rok, který dle gregoriánského kalendáře započal čtvrtkem.

## Události
- 27. února – Španělský král Karel III. zakázal činnost jezuitského řádu a vypověděl jej ze země.
- 18. června – Britský mořeplavec Samuel Wallis na své cestě kolem světa jako první Evropan spatřil ostrov Tahiti.
- 29. června – Britský parlament schválil tzv. Townshendovy zákony o daních v koloniích Severní Ameriky.

## Narození

### Česko
- 7. dubna – Michael Schuster, česko-německý právník, vysokoškolský učitel a rektor Karlo-Ferdinandovy univerzity († 20. března 1834)
- 28. dubna – František Josef z Ditrichštejna, šlechtic († 8. července 1854)
- 6. září – Josef Novák, kněz, arcibiskup v Zadaru († 13. května 1844)

### Svět

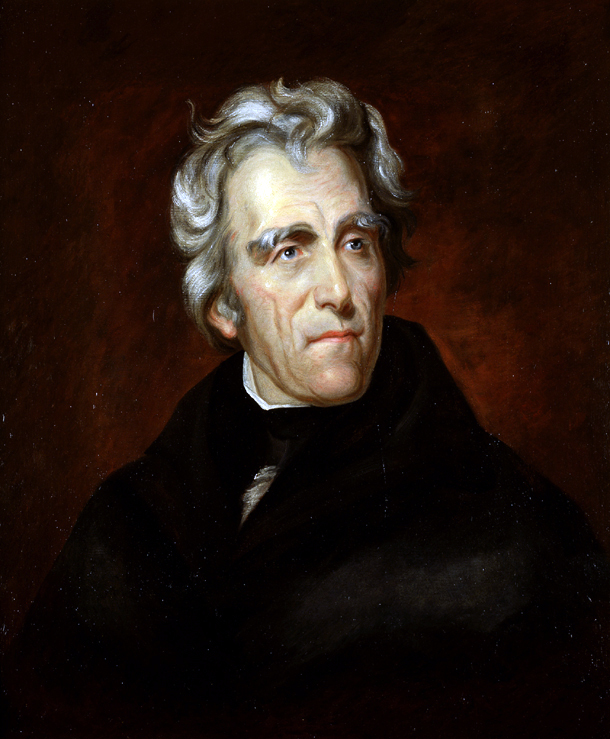
Andrew Jackson (* 15. března)

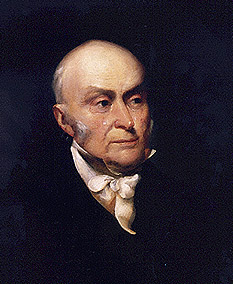
John Quincy Adams (* 11. července)

- 1. ledna – Heinrich Adolf Schrader, německý lékař, mykolog a botanik († 22. října 1836)
- 5. ledna
  - Anne-Louis Girodet-Trioson, francouzský malíř († 9. prosince 1824)
  - Jean-Baptiste Say, francouzský ekonom, novinář a podnikatel († 14. listopadu 1832)
- 14. ledna – Marie Terezie Josefa Habsbursko-Lotrinská, saská královna († 7. listopadu 1827)
- 23. ledna – Jean-Lambert Tallien, francouzský revolucionář († 16. listopadu 1820)
- 2. února – Johann Heinrich Friedrich Link, německý přírodovědec a botanik († 1. ledna 1851)
- 15. března – Andrew Jackson, americký prezident († 8. června 1845)
- 17. března – Ferdinand Ochsenheimer, německý herec, spisovatel a entomolog († 2. listopadu 1822)
- 19. března – François Régis de La Bourdonnaye, francouzský politik († 28. srpna 1839)
- 25. března – Joachim Murat, velkovévoda z Bergu a Cleves, maršál Francie, král obojí Sicílie († 13. října 1815)
- 11. dubna – Jean-Baptiste Isabey, francouzský malíř († 18. dubna 1855)
- 14. dubna – Nicolas-Théodore de Saussure, švýcarský fytochemik († 18. dubna 1845)
- 21. dubna – Alžběta Vilemína Württemberská, manželka Františka II. († 18. února 1790)
- 25. dubna – Charles Nicolas Oudinot, francouzský maršál († 13. září 1847)
- 29. dubna – Carl Philipp von Wrede, bavorský polní maršál a diplomat († 12. prosince 1838)
- 7. května – Frederika Pruská, pruská princezna a anglická šlechtična († 6. srpna 1820)
- 13. května – Jan VI. Portugalský, portugalský král († 10. března 1826)
- 11. června – John Quincy Adams, americký prezident († 23. února 1848)
- 15. června – Rachel Jacksonová, manželka prezidenta USA Andrew Jacksona († 22. listopadu 1828)
- 22. června – Wilhelm von Humboldt, německý diplomat, filosof a jazykovědec († 8. dubna 1835)
- 27. června – Alexis Bouvard, francouzský astronom († 7. června 1843)
- 8. července – Pavel Vasiljevič Čičagov, ruský admirál († 1. září 1849)
- 21. srpna – Josef Václav z Lichtenštejna, rakouský duchovní a generál († 30. července 1842)
- 25. srpna – Louis de Saint-Just, francouzský revolucionář († 28. července 1794)
- 31. srpna – Josef Wallis, rakouský státník a úředník († 18. listopadu 1818)
- 8. září – August Wilhelm Schlegel, německý literární historik a filosof († 12. května 1845)
- 17. září – Henri-Montan Berton, francouzský hudební skladatel, houslista a dirigent († 22. dubna 1844)
- 25. října – Benjamin Constant, švýcarsko-francouzský politik, politický filozof a spisovatel († 8. prosince 1830)
- 28. října – Marie Hesensko-Kasselská, manželka dánského krále Frederika VI. († 21. března 1852)
- 2. listopadu – Eduard August Hannoverský, vévoda z Kentu a Strathearnu, syn krále Jiřího III. († 23. ledna 1820)
- 19. listopadu – Caspar Erasmus Duftschmid, rakouský entomolog († 19. prosince 1821)
- 22. listopadu – Andreas Hofer, tyrolský vlastenec († 20. února 1810)
- 26. listopadu – Platon Zubov, ruský politik, carovrah († 10. dubna 1822)
- 4. prosince – John Adams, britský námořník a vzbouřenec († 5. března 1829)
- neznámé datum
  - Constantin d'Aspre von Hoobreuck, rakouský podmaršálek († 7. července 1809)
  - William Martin, anglický přírodovědec a paleontolog († 31. května 1810)
  - Černý jestřáb, indiánský náčelník († 3. října 1838)

## Úmrtí

### Česko
- 4. ledna – Jan Ferdinand Schor, rakouský malíř, inženýr a zahradní architekt působící v Čechách (* 24. května 1686)
- 9. ledna – Joseph Ignatz Sadler, malíř (* 17. února 1725)
- 23. února – Quirin Mickl, opat, učenec a básník (* 13. února 1711)
- květen – Dionýz Ignác Staneti, slezský barokní sochař (* 2. března 1710)
- 17. června – Norbert Grund, malíř období rokoka (* 4. prosince 1717)
- 18. července – František Xaver Palko, malíř (* 3. března 1724)
- 13. prosince – Matyáš Kovanda, barokní sochař a štukatér (* 17. února 1711)

### Svět
- 3. ledna – Luca Antonio Predieri, italský hudební skladatel a houslista (* 13. září 1688)
- 7. března – Jean-Baptiste Le Moyne de Bienville, francouzský guvernér Louisiany (* 23. února 1680)
- 13. března – Marie Josefa Saská, manželka francouzského následníka trůnu Ludvíka Ferdinanda (* 4. listopadu 1731)
- 10. dubna – Johann Elias Ridinger, německý rytec, malíř a nakladatel (* 15. února 1698)
- 28. května – Marie Josefa Bavorská, císařovna Svaté říše římské (* 30. března 1739)
- 25. června – Georg Philipp Telemann, německý hudební skladatel a varhaník období baroka (* 14. března 1681)
- 28. srpna – Johann Schobert, německý cembalista a hudební skladatel (* ?)
- 30. září – Johann Joseph Würth, rakouský stříbrník, autor náhrobku sv. Jana Nepomuckého (* 2. dubna 1706)
- 15. října – Marie Josefa Habsbursko-Lotrinská, rakouská arcivévodkyně, dcera Marie Terezie (* 19. března 1751)

## Hlavy států
- Francie – Ludvík XV. (1715–1774)
- Habsburská monarchie – Marie Terezie (1740–1780)
- Osmanská říše – Mustafa III. (1757–1774)
- Polsko – Stanislav II. August Poniatowski (1764–1795)
- Prusko – Fridrich II. (1740–1786)
- Rusko – Kateřina II. Veliká (1762–1796)
- Španělsko – Karel III. (1759–1788)
- Švédsko – Adolf I. Fridrich (1751–1771)
- Velká Británie – Jiří III. (1760–1820)
- Svatá říše římská – Josef II. (1765–1790)
- Papež – Klement XIII. (1758–1769)
- Japonsko – Go-Sakuramači (1762–1771)